# ピアノ協奏曲第26番 (モーツァルト)
ピアノ協奏曲第26番 ニ長調 K. 537 は、ヴォルフガング・アマデウス・モーツァルトが1788年に作曲したピアノ協奏曲。『戴冠式』の愛称で知られる。

## 概要
モーツァルト自身による自作目録では、1788年2月24日に完成したと記されている。この時期のモーツァルトは、もはやウィーンの聴衆の好みに合うような曲を書かなくなっていたため、予約演奏会を開こうと試みても会員が1人しか集まらない状況であった。このニ長調の協奏曲は、このような逆境の中で書かれた曲の一つである。1787年初めには第1楽章が手がけられていたが、予約演奏会を開こうにも会員が集まらなかったため完成が遅れた。
演奏旅行中の1789年4月に妻コンスタンツェへ宛てた書簡の中で、モーツァルトは同月14日にドレスデンのザクセン選帝侯フリードリヒ・アウグスト3世の后アマーリエの元でこの協奏曲を演奏したことに触れている。
そして1790年10月に、フランクフルト・アム・マインで行われた神聖ローマ皇帝レオポルト2世の戴冠式の祭典で10月15日（フランクフルト市立大劇場）と22日（マインツ宮廷）に演奏され、ここから『戴冠式』という愛称で呼ばれるようになった。また、この時モーツァルトは『第19番 ヘ長調』（K. 459）も演奏している（こちらは本作にあやかって『第2戴冠式』という愛称で呼ばれるようになった）。このことが分かるのは、1794年にオッフェンバッハのヨハン・アンドレがこれら協奏曲の初版を出版した際に、各表紙にレオポルト2世の戴冠式で演奏されたことを記しているからである（15日の演奏についてはモーツァルト自身の手紙などの記録が残っている）。15日の演奏会は、11時から始まって2曲の協奏曲を演奏したが、長い休憩時間を挟んで3時間もかかったこともあり、昼食に行きたい聴衆がいら立ったため3曲目の交響曲は演奏されずに終わったという（協奏曲の順番は不明）。モーツァルトはフランクフルト行きに際し、借金と質入までして演奏会の収入などによる経済状態の好転を狙ったが、15日の演奏についてはコンスタンツェ宛の手紙によれば「ある侯爵の邸での大がかりな昼食会」及び「ヘッセンの軍隊の大演習」に客を取られたため、書いていて涙が出てきたと心情を吐露するほど、借金を増やすだけの不首尾に終わった。上記のように、出版は死後の1794年である。

### 未完成のピアノパート

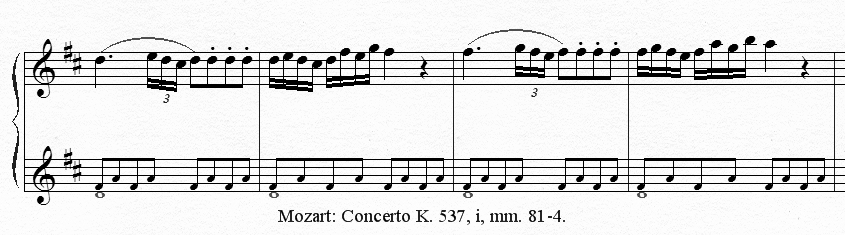
第1楽章81-4小節のピアノ独奏部。右手パートはモーツァルトの自筆譜に存在するが、左手パート（ここでは小さい音符で表記されている）は自筆譜には存在せず、初版を刊行したヨハン・アンドレの補筆と見られている。

この協奏曲の特異な点は、作品全体を通して、多くの部分でピアノ独奏部の左手が書かれていないことである。冒頭の独奏（第1楽章、第81–99小節）でも書かれていないし、第2楽章は全体にわたって書かれていない。モーツァルトのピアノ協奏曲の中で、これほどまでに作曲家自身によって独奏部が書き込まれていない作品はない。1794年の初版では左手部分が補完されており、アルフレート・アインシュタインやアラン・タイソンなどモーツァルト研究家の多くは、この補完は出版者のヨハン・アンドレによるものと見なしている。アインシュタインはアンドレの補完が若干不満足なものであるとして、次のように述べている。
| 「 | 大部分においては、この補完は極めて単純で控えめなものであるが、時に、例えばラルゲット楽章の主題の伴奏などでは、とてもへたくそであり、モーツァルト本人の様式に基づいた改訂・洗練によって独奏部全体ははるかによくなるだろう。 | 」 |

ただし、初版時に補完が必要であったパッセージの大部分は、アルベルティ・バスや和音などの単純な伴奏音型である。例えば第1楽章第145–151小節など、より複雑で名人芸を披露するようなパッセージにおいては、モーツァルト自身が両手ともに書いている。それ以外の部分については、アインシュタインのことばを借りれば、モーツァルト本人は「何を弾くべきか完璧に分かっていた」ために、自筆譜が未完成のまま残されたと考えられる。ただし野口秀夫は、あくまでもモーツァルトは左手パートを補筆して出版するつもりだったものの、生前に出版の機会がついに訪れなかったために未完になったと推測している。
ブライトコプフ・ウント・ヘルテル社の『旧全集』では、モーツァルトの自筆部分と初版時の補完を区別していないが、『新モーツァルト全集』では、補完部分の音符の大きさを変え、自筆譜にないことを示している。
モーツァルトの弟子で、初演にも立ち会っていたヨハン・ネポムク・フンメルは、ピアノ・フルート・ヴァイオリン・チェロ用の編曲（ピアノの左手パートも補われている）を残しており、白神典子らが録音している。フンメルはピアノ独奏用編曲も残したが、カデンツァは経過句含めてカットしている。

## 楽器編成
| 木管 | 木管 | 金管 | 金管 | 打    | 打  | 弦   | 弦 |
| ---- | ---- | ---- | ---- | ----- | --- | ---- | -- |
| Fl.  | 1    | Hr.  | 2    | Timp. | 1   | Vn.1 | ●  |
| Ob.  | 2    | Trp. | 2    | 他    |     | Vn.2 | ●  |
| Cl.  |      | Trb. |      | 他    | Va. | ●    |    |
| Fg.  | 2    | 他   |      | 他    | Vc. | ●    |    |
| 他   |      | 他   | Cb.  | 他    | ●   |      |    |

なお、トランペット、ティンパニは初めから加えられていたものではなく、第3楽章173小節目から付け加えられ、のちに第1楽章、第2楽章にも及んだ（第1・第2楽章及び第3楽章172小節目までは自筆譜の最上段と最下段にトランペットとティンパニのパートが書かれており、同じく173小節以降は両パートは通常の位置に書かれている）。
一般にそれまでのウィーン時代のモーツァルトのピアノ協奏曲に比べ管楽器の扱いが低く、使用も任意となっているため、ザルツブルク時代の協奏曲に後戻りしたかのように言われることがある。ただし、管楽器は任意とはなっているものの、モーツァルト自身の自作目録には任意とは明記されていない。
アインシュタインはトランペットと管楽器の追加について、「この機会（注：ドレスデンでの演奏）のためであったか、それともフランクフルトでの演奏のためだったかも、やはりもはや確定できない」としている。一方、野口秀夫はアインシュタインの発言を的外れと批判しており、「自筆譜からは、クラリーニ（注:トランペット）とティンパニを含んだものだけが完成作品であると考えるのが素直である」と述べている。

## 曲の構成
全3楽章構成、演奏時間は約32分。
自筆譜に書き込まれた第2楽章、第3楽章の速度指定はモーツァルト以外の手によるものである。ブライトコプフ・ウント・ヘルテル社のいわゆる『旧全集』ではこのことは特に言及されていないが、『新モーツァルト全集』 [NMA V/15/8, ed. Wolfgang Rehm] では第2、第3楽章に「自筆のテンポ表示は異筆」（"Tempobezeichnung im Autograph von fremder Hand"）と注記している。
なお、モーツァルト自身によるカデンツァは残されていない。
- 第1楽章 アレグロ
ニ長調、4分の4拍子、協奏風ソナタ形式。
展開部では、主題提示部の小結尾の動機が執拗に展開される。
- 第2楽章 (ラルゲット)
イ長調、2分の2拍子（アラ・ブレーヴェ）、三部形式。
- 第3楽章 (アレグレット)
ニ長調、4分の2拍子、ロンド形式（または展開部を欠くソナタ形式）。

## 評価
この協奏曲は、ロココ（またはギャラント）様式の華やかさのために高い人気を得てきたものの、今日一般的には、先行する12曲のウィーン協奏曲群および最後の協奏曲である第27番（K. 595）には及ばない水準であると見なされている。しかし、このような見解はかつての評価をまったくひっくり返すものであり、実のところ、以前、特に19世紀にはモーツァルトのピアノ協奏曲の中でもっとも高く評価されるものの一つであった。
オイレンブルク版を校訂したフリードリヒ・ブルーメは、1935年、この作品を「モーツァルトのピアノ協奏曲のなかで、もっともよく知られ、もっとも頻繁に演奏される」と述べている。しかし、10年後の1945年には、アインシュタインが次のようにこの作品の位置づけの見直しを迫っている。
1991年にタイソンは、モーツァルトの他のピアノ協奏曲が広く知られ、よく演奏されるようになったものの、本作は依然としてモーツァルトのピアノ協奏曲の中で評価の高いものであり続けていると述べている。